# مهران الهمذاني
مهران الهمذاني، المعروف في المصادر العربية باسم مهران بن مهربنداد، كان ضابطًا عسكريًا ساسانيًا من بني مهران. وهو ابن شخص يدعى مهربنداد (المعروف أيضًا باسم مهربنداذ) الذي ورد ذكره في بعض السطور في إحدى القصائد.
في عام 633، أُرسل مهران في رحلة استكشافية ضد العرب المسلمين الغزاة كقائد للجيش الساساني، الذي ضم عدة ضباط مثل بيروز خسرو، وآزادبه بنيكان ، وبهمن جاذويه، وشخص يدعى شهرفاراز، الذي كان على صلة بالقائد الساساني البارز والملك لفترة وجيزة شهربراز. وحارب هذا الجيش المسلمين في معركة البويب. ورغم مقتل شقيق القائد العربي المثنى بن حارثة، مسعود بن حارثة، إلا أن المعركة أسفرت عن هزيمة الساسانيين، وأسفرت عن مقتل مهران وشهرفاراز.